# Andrea da Goito
Andrea da Goito (Goito, XIV secolo – XIV secolo) è stato un poeta e politico italiano.
Fu protonotario apostolico e consigliere di Ludovico I Gonzaga, primo capitano del popolo di Mantova. Uomo di fiducia dell'imperatore Carlo IV, assieme a Francesco e a Ludovico figli di Guido Gonzaga, accompagnò di notte in gran segreto il monarca in visita alla cripta della basilica di Sant'Andrea (ottobre 1354), che conteneva il Preziosissimo Sangue di Nostro Signore Gesù Cristo e i resti di san Longino.
Appartenne alla schiera di cavalieri e notabili gonzagheschi che nel 1380 accompagnò da Milano a Mantova la futura sposa di Francesco I Gonzaga, Agnese Visconti.
«Poeta celeberrimo», fu amico di Francesco Petrarca.